# بشير بومعزة
بشير بومعزة (27 نوفمبر 1927 في خراطة - 6 نوفمبر 2009 في لوزان) كان سياسياً جزائرياً.
بدأ نضاله في سن مبكرا في حزب الشعب الجزائري، وكان واحداً من الذين شاركوا في أحداث 8 ماي 1945 وأدخل السجن إثرها. كان بومعزة من المقربين من مصالي الحاج، وسافر معه في إحدى الرحلات إلى مدينة بوردو في فرنسا. ورغم أنه كان من المقربين لمصالي إلا أنه فضل الالتحاق بجبهة التحرير الوطني الجزائرية منذ تأسيسها. بعد يوم واحد من اندلاع الثورة الجزائرية في 1 نوفمبر 1954 أُلقي القبض عليه من طرف الاستعمار الفرنسي وكان ذلك في 2 نوفمبر وتم وضعه تحت الإقامة الجبرية إلى غاية عام 1956 أين تم الإفراج عليه ليسافر بعدها إلى فرنسا وهناك أسس لجان مساندة المساجين السياسيين، لكن تم القبض عليه من جديد في 13 ديسمبر 1958 وسُجن في سجن فران، لكنه استطاع الهرب منه في 21 أكتوبر 1961، بطريقة ذكية وعجيبة، أثارت اهتمام وسائل الإعلام الفرنسية آنذاك واتجه إلى ألمانيا. بعد استقلال الجزائر عام 1962 شغل بومعزة عدة مناصب وزارية في حكومة الرئيس الجزائري السابق أحمد بن بلة، منها وزير العمل، ثم وزير الاقتصاد الوطني، فوزير الصناعة والطاقة. بعد الخلافات التي كانت بينه وبين الرئيس بن بلة، بخصوص طبيعة الحكم، التحق بالرئيس هواري بومدين بعد انقلاب 19 يونيو 1965 وأصبح عضوا في مجلس الثورة ، وأصبح وزيرا للإعلام، إلى غاية أكتوبر 1966، حيث انتقل لمعارضة نظام هواري بومدين، فاختار حياة المنفى. بعد وفاة بومدين عام 1978 عاد إلى الجزائر وكان واحداً من أهم الشخصيات السياسية المقربة من الرئيس الجزائري السابق الشاذلي بن جديد، وعاد من جديد إلى حزب جبهة التحرير الوطني. شرف بومعزة على رئاسة جمعية ماي 1945 منذ تأسيسها في 6 مايو 1990 بمدينة خراطة. ثم عيّنه الرئيس السابق اليمين زروال في 5 يناير 1998 رئيسا لمجلس الأمة، إلى غاية استقالته عام 1999.

## الوفاة
توفي بشير بومعزة في 6 نوفمبر 2009 في مدينة لوزان في سويسرا بعد مرض عضال لازمه منذ عدة سنوات، ودُفن في الجزائر.